# Rathaus Fechenheim
Das Rathaus Fechenheim ist der Sitz der Fechenheimer Stadtverwaltung. Das Ratsgebäude ist der dritte Bau für die Ratsversammlung, wurde 1902 eingeweiht und steht im 21. Jahrhundert unter Denkmalschutz. Es dient heute als Außenstelle des Bürgeramtes von Frankfurt am Main.

## Lage
Das ehemalige Stadtverwaltungsgebäude hat im Grundriss das Aussehen wie ein verschobenes „T“; es trägt die Adresse Pfortenstraße 1. Seine Nordseite (der Oberstrich vom „T“) bildet zugleich die Schaufassade und erstreckt sich entlang dieser Straße.
Der westliche Giebel des Hauses bildet mit dem benachbarten Gebäude der Frankfurter Volksbank bzw. mit einem Lebensmittelladen eine Bauflucht. Der nach Süden ausgerichtete Giebel des Innenflügels (der senkrechte Strich vom „T“) ist freistehend.

## Baugeschichte

### Vorgeschichte
Das ehemalige Fischerdorf Fechenheim hatte ab dem 17. Jahrhundert drei kleinere Vorgänger-Rathäuser.
- Das erste Amtsgebäude (Adresse Auf der Linne) wurde am 20. Juni 1689 durch ein Feuer vollständig zerstört.[2]
- Die ab 1690 von den Ratsherren genutzten Räume befanden sich im Geschäftshaus des Bäckers Puth (Adresse Langgasse Ecke Plessengasse), das jedoch ziemlich baufällig war. So schlug die Fechenheimer Gemeindeverwaltung 1764 den Bau eines neuen Rathauses vor,[3] was jedoch nicht verwirklicht wurde (Das alte Bäckerhaus stand noch bis um das Jahr 1900, da musste es abgerissen werden).[2]
- So bezog die Bürgermeisterei im Jahr 1890 das gerade frei gewordene ehemalige Pfarrhaus. Von hier aus kümmerte sie sich aktiv um einen neuen Verwaltungssitz.[2]

### Planung und Bau des jetzigen Rathauses
Ab Mitte des 19. Jahrhunderts war die Einwohnerzahl im damaligen Vorort von Frankfurt am Main um ein Mehrfaches gestiegen. Es hatten sich auch etliche Industriebetriebe angesiedelt. Die Steuereinnahmen ließen Fechenheim wirtschaftlich erstarken; nun musste auch ein eigenes möglichst repräsentatives Rathaus entstehen. Dazu wurde ein offener Architekturwettbewerb zur Erlangung von Bauentwürfen organisiert, für den insgesamt 168 Entwürfe eingereicht wurden. Die Wettbewerbsausschreibung hatte folgende Vorgaben:
- 06 Giebel mit hohem Turm
- 01 Sitzungssaal mit 25 Stühlen, langem Konferenztisch, elektrischem Kronleuchter, Kamine und eine Empore
- 17 Amtsräume
- 03 Wohnungen für: Bürgermeister, Hausmeister und Polizeiwachtmeister
- Anbringung einer Turmuhr.

Die Jury kürte nach einem schrittweisen Ausschließungsverfahren schließlich zwei Entwürfe als Sieger, die von den Architekten Gustav Jänicke mit Gerrit Emmingmann aus Schöneberg bei Berlin (Titel „Frühlingsluft“) sowie vom Atelier Krämer & Herold aus Düsseldorf (Titel „Klein aber fein“) stammten. Zwei weitere Entwürfe mit den Arbeitstiteln „Kunst oder Glück“ sowie „Heimisch“ wurden der Stadt zum Ankauf empfohlen. Alle Entwürfe waren danach drei Wochen in einem Bürgersaal in Fechenheim (Turnhalle „1860er“) öffentlich ausgestellt.
Schließlich entschied der Bürgermeister, die Pläne von Krämer und Herold realisieren zu lassen. Als Bauplatz wurde eine Fläche neben dem alten Pfarrhaus, gegenüber der evangelischen Dorfkirche, angekauft; die Grundsteinlegung erfolgte wahrscheinlich im folgenden Frühjahr (1901) und die Einweihung konnte 1902 gefeiert werden. Die Baukosten für das neue Rathaus betrugen rund 300.000 Mark, nicht eingerechnet der Grundstückskauf und die Innenausstattung. Letztere entstand zu großen Teilen durch Spenden von einheimischen Bürgern.
Nach dem Bezug des Rathauses wurde das alte Pfarrhaus abgetragen und an seiner Stelle der große Rathausplatz angelegt.

### Umbau- und Sanierungsarbeiten
Etliche Jahre nach dem Ende des Zweiten Weltkriegs erfolgten 1956 bis 1958 Umbauarbeiten, weil die Räume des Rathauses nicht mehr ausgelastet waren. Die erste Etage sollte nun hauptsächlich für Veranstaltungen wie Feiern, Kulturveranstaltungen, Parteitage oder dem Neujahrsempfang des Bürgermeisters genutzt werden. – Die Polizeimeisterei blieb in den Erdgeschossräumen, in der zweiten Etage erhielt das Jugendhaus Räume und in der dritten Etage sowie im Keller entstanden Werkräume.
Zur städtischen 1000-Jahr-Feier 1977 empfing der Bürgermeister im gesamten Haus Gäste aus nah und fern. Das Trauzimmer öffnete noch einmal für Hochzeiten. An dieses Millennium erinnert seitdem eine am Rathaus angebrachte Gedenkplatte aus Sandstein, gestaltet von Bildhauer Siegfried Schugar. Sie zeigt das Wappen von Fechenheim, in ihrem oberen Teil wurden ein Buch von Helmut Busenkell, ein Fechenheimer Anzeiger, die Chronik von Fechenheim, ein paar Münzen und Spielzeugfiguren in einer Kassette eingemauert.
In den 2010er Jahren hat die städtische ABG Frankfurt Holding den Dachturm, den Fachwerkgiebel und weitere Teile der Fassade für rund 1,5 Millionen Euro denkmalgerecht restauriert. Die Landesregierung vergab dafür im Jahr 2018 den Hessischen Denkmalschutzpreis.

## Architektur
Das mehrstöckige zehnachsige Rathaus ist ein neobarockes Bauwerk mit stark plastisch gegliedertem Baukörper in reicher Werksteinausstattung.
Als Vorbild diente der Baustil der wilhelminischen Kaiserzeit, welcher Elemente der florentinischen und römischen Renaissance in der Fassade vereint.
Die Gebäudegrundmaße betragen: Länge 28,50 m, Breite bzw. Tiefe in das Grundstück hinein rund 12 Meter.
Über dem Haupteingang befindet sich ein über drei Fensterachsen reichender Balkon mit durchbrochener gemusterter Steinbalustrade, mit einem Relief und einem Löwen mit Schild verziert.
Darüber hinaus gibt es seitlich östlich an der dritten Etage einen Erker.
Dominant sind die zwei gewellten Ziergiebel, einer davon als Fachwerk gestaltet, auch die an den Schmalseiten des Hauses errichteten abgetreppten Giebel und ein achteckiger Dachreiter mit Aussichtsumgang und einer darüber thronenden ebenfalls achteckigen Laterne sind als Schmuckelemente erwähnenswert.
Die gesamte Rathausfassade variiert farblich von weißen und hellgelben Putzspiegeln, gelben Ziegeln, roten Backsteinen über dunkelroten Mainsandstein bis zum dunkelgrauen Schieferdach.
Das Hauptgebäude parallel zur Straße ist mit einem steilen, mehrfach gegliederten Pultdach abgeschlossen. Etwas niedriger ist das Dach über dem Innenflügel, das aber mit seinem First direkt an das Quergebäude anschließt. Hier sind im Dachbereich zwei Reihen Gauben erkennbar, was auf ein ausgebautes Dachgeschoss verweist. Alle Dächer sind mit Schieferplatten belegt, auch die Dachlaterne. Schließlich wurde dem Türmchen eine lange Metallspitze aufgesetzt, die statt des üblichen Wetterhahns einen vergoldeten Börsenstier trägt.

## Weiterer Bauschmuck
Ein rundbogiges trichterförmiges Portal ist mittig mit einer Kartusche versehen, die das Fechenheimer Wappen in stark bewegter Symbolik darstellt. In den Schrägen des Portalrahmens sind unten beiderseits steinerne Sitzplätze angebaut, wie es zur Bauzeit für Amtsgebäude üblich war.
In den Wölbungen der Fenster in der ersten Etage sind als Schmuck Ornamente, Flatterbänder, Engelsköpfe modelliert. Auch die an der Traufe eingearbeiteten steinernen und am Turm metallenen Wasserspeier sind Teil des Bauschmucks.
Über dem großen Fenster des Sitzungssaales wurde ein drei Meter breiter Sandsteinadler angebracht.
Unterhalb der Traufe befindet sich die reliefartig aus dem Sandstein geschlagene Inschrift: „Arbeit ist des Bürgers Zierde. Segen ist der Mühe Preis“, aus dem Gedicht Die Glocke von Friedrich Schiller.

## Ausstattung
Im Inneren des Bauwerks sind viele Details aus der Entstehungszeit erhalten, dazu gehören ein großer Löwenschädel auf dem hölzernen Treppengeländer, ein Fußbodenmosaik vor dem Treppenpodest, zwei Wendeltreppen, von denen eine direkt in den Dachturm und zum Aussichtsumgang führt, die andere auf den Dachboden.
Über dem Eingang zum Standesamt befanden sich die Skulpturen von Hund und Katze, die sich gegenüber standen.
Unterhalb des Erkers ist eine symbolische „Amtsfigur“ mit Siegel und Amtskette gestaltet, die Last und Würde des Bürgermeisteramtes veranschaulicht.

## Nutzung
Mit der Eingemeindung Fechenheims nach Frankfurt am Main verlor das Rathaus seine ursprüngliche Funktion. Das Haus dient im 21. Jahrhundert als Außenstelle des Rathauses Frankfurt (Bürgeramt) und ist „zuständig für alle Frankfurter Stadtteile“. Außerdem ist hier die Polizeistation von Fechenheim untergebracht.
Desgleichen werden Räume in der ersten Etage für eine von der Caritas unterhaltene Kindertagesstätte genutzt.
Die Verwaltung des Hauses liegt in der Hand der städtischen Saalbau GmbH.

## Bürgermeister (Auswahl)
- 1839–1868: Heinrich Löhnung (die Löhnunggasse ist nach ihm benannt)
- Heinrich Pleß
- 1882–1903: Robert Baumert[3]
- 1904–1920: Peter Fischer[3]
- 1921–1928: Adolf Miersch

Seit der Eingemeindung nach Frankfurt 1928 hat Fechenheim keinen eigenen Bürgermeister mehr.